# Broksäckspindel
Broksäckspindel (Clubiona comta) är en spindelart som beskrevs av Carl Ludwig Koch 1839. Broksäckspindel ingår i släktet Clubiona och familjen säckspindlar. Arten är reproducerande i Sverige. Inga underarter finns listade.